# Listă de amfibieni din Republica Moldova
Lista amfibienilor din Republica Moldova cuprinde 13 specii.

## Ordinul Caudata
| Denumirea în română | Denumirea în latină                  | Răspândire                                               | Statut | Imagine |
| ------------------- | ------------------------------------ | -------------------------------------------------------- | ------ | ------- |
| Familia             |                                      |                                                          |        |         |
| Salamandră          | Salamandra salamandra Laurenti, 1768 | În râurile Prut (cursul superior), Vilia, Larga, Racovăț |        |         |
| Triton comun        | Lissotriton vulgaris Linnaeus, 1758  | În toată țara                                            |        |         |
| Triton crestat      | Triturus cristatus                   | În toată țara                                            |        |         |

## Ordinul Anura
| Denumirea în română       | Denumirea în latină                                      | Răspândire                    | Statut | Imagine |
| ------------------------- | -------------------------------------------------------- | ----------------------------- | ------ | ------- |
| Familia                   |                                                          |                               |        |         |
| Broasca râioasă brună     | Bufo bufo Linnaeus, 1768                                 | În toată țara                 |        |         |
| Broasca râioasă verde     | Bufo viridis Laurenti, 1768                              | În toată țara                 |        |         |
| Izvoraș cu abdomen roșu   | Bombina bombina Linnaeus, 1761                           | În toată țara                 |        |         |
| Izvoraș cu abdomen galben | Bombina variegata Linnaeus, 1758                         | În nordul și centrul țării    |        |         |
| Broasca de iarbă          | Rana temporaria Linnaeus, 1758                           | Doar în nordul țării          |        |         |
| Broasca roșie de pădure   | Rana dalmatina Bonaparte, 1840                           | În nordul și centrul țării    |        |         |
| Broasca mare de lac       | Pelophylax ridibundus Pallas, 1771 [sin. Rana ridibunda] | În toată țara                 |        |         |
| Broasca mică de lac       | Pelophylax lessonae Camerano, 1882 [sin. Rana lessonae]  | Afluenții de nord ai Prutului |        |         |
| Brotăcel                  | Hyla arborea Linnaeus, 1758                              | În toată țara                 |        |         |
| Broasca de pământ brună   | Pelobates fuscus Laurenti, 1768                          | În toată țara                 |        |         |